# Papirus Westcar

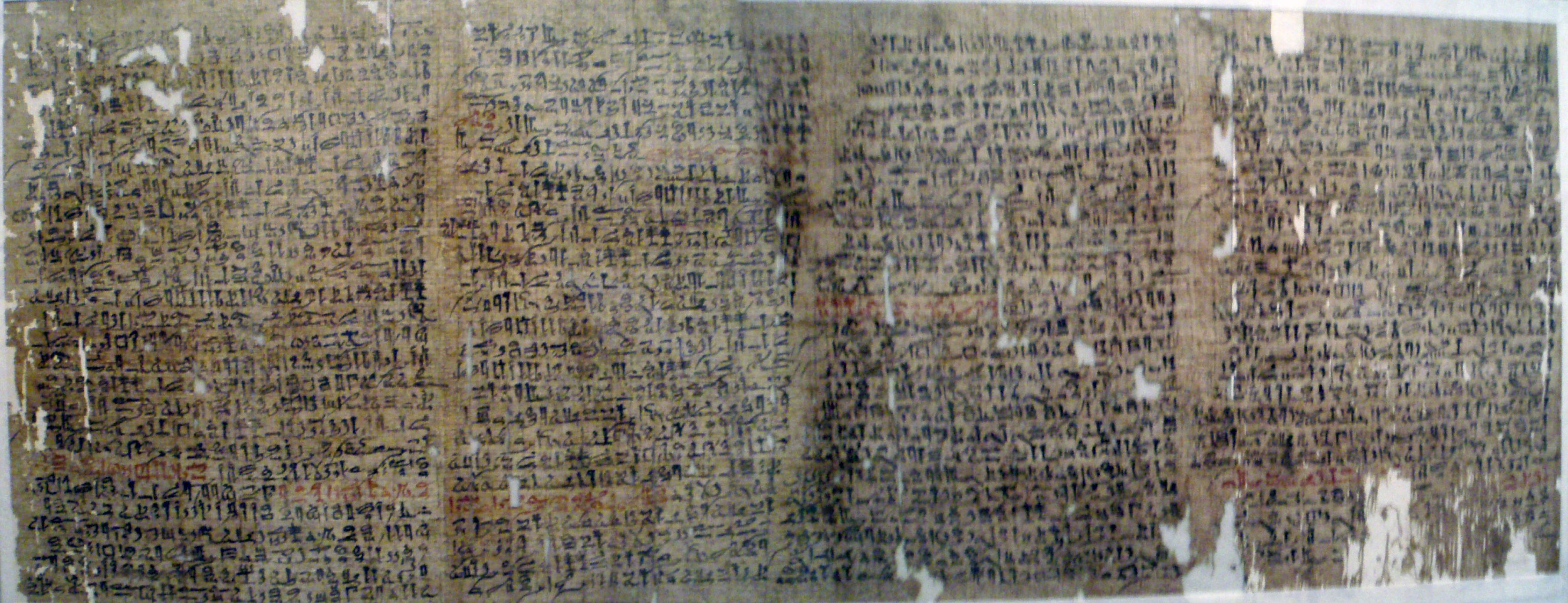
Kopia Papirusu Westcar z ekspozycji w Muzeum Egipskim w Berlinie, nr kat. 3033

Papirus Westcar – zbiór opowiadań o cudach, przedstawia faraona IV dynastii – Cheopsa (Khufu), wysłuchującego pięciu opowieści swoich synów, m.in.: Chefrena, Baure oraz Dżedefhora. Do naszych czasów z pierwszej opowieści zachowało się tylko zakończenie, piąte opowiadanie również jest niekompletne. Ponieważ brakuje początku i końca papirusu niektórzy wysuwają przypuszczenie, że mógł pierwotnie zawierać więcej opowiadań.
Zapewne jest kopią wcześniejszego tekstu, spisaną za czasów II Okresu Przejściowego, a może nawet XII dynastii – na co wskazuje użyty styl i język kompozycji.

## Historia papirusu
Pochodzenie papirusu pozostaje nieznane. Jego historię znamy od momentu wejścia w jego posiadanie w roku 1824 lub 1825 przez brytyjskiego kolekcjonera Henriego Westcara (od jego nazwiska pochodzi nazwa papirusu). W roku 1838 lub 1839 podczas wizyty w Anglii papirus ten nabył od Westcara niemiecki egiptolog Karl Richard Lepsius. Lepsius nie zdołał go jednak przetłumaczyć. Po śmierci Lepsiusa w roku 1866 papirus został przekazany Muzeum Berlińskiemu.
Po raz pierwszy został przetłumaczony przez prof. Adolfa Ermana w 1890 roku. Na język polski po raz pierwszy przełożył go Tadeusz Smoleński około roku 1907 (opublikowane w 1913).
Obecnie papirus przechowywany jest w Muzeum Egipskim w Berlinie.

## Opowieści

### Pierwsze opowiadanie
Do naszych czasów zachowało się tylko kilka ostatnich wersów. Przedstawione przez jednego z synów Chufu opisuje cuda w wykonaniu jednego z kapłanów z czasów panowania faraona Dżesera.

### II opowiadanie –Woskowy krokodyl
Kolejne opowiadanie, fragmentarycznie zachowane, prezentowane przez Khafre, opowiada o czarach kapłana z czasów panowania faraona Nebki. Kapłan po uzyskaniu informacji, że jego żona go zdradza, formuje z wosku krokodyla, który po użyciu magicznych zaklęć ma ożyć w kontakcie z wodą. Krokodyl wrzucony do wody ożywa i wciąga kochanka żony pod wodę na dno jeziora. Kapłan udaje się z wizytą do faraona, który nakazuje krokodylowi zjeść kochanka, a żonę kapłana spalić i wrzucić do rzeki.

### III opowiadanie –Zielony klejnot
Trzecie opowiadanie przedstawione przez Bauere, z czasów panowania faraona Snofru opowiada o samym faraonie.

### IV opowiadanie –Czary na dworze Cheopsai ostatnie
Jeden z ciekawszych i zarazem najbardziej znany fragment, opowiadanie Czary na dworze Cheopsa, mówi o magiku imieniem Dżedi, o którym wspomina w swojej opowieści Dżedefhor. Cheops postanowił zaprosić go do siebie, aby pokazał mu parę swych magicznych sztuczek. Po udanym przedstawieniu Khufu postanawia zapytać starca o jego wiedzę na temat sekretnych komnat w sanktuarium Thota. On jednak na ten temat nic nie wie. W zamian przepowiada jednak, że skrzynię z magicznymi pismami Thota, które zawierają informację o tajemnych komnatach, przyniesie Cheopsowi najstarsze z trojga dzieci, będące w łonie Rudżdżedet (żony kapłana Re, władcy Sachebu). Mędrzec rozwiewa również obawy faraona co do losów jego dynastii, przepowiadając panowanie po Cheopsie jego syna, a następnie wnuka (Chefren panujący po Cheopsie był jego synem, a z kolei Mykerinos panujący po Chefrenie był wnukiem Cheopsa).